# Roy Makaay
Rudolphus Antonius "Roy" Makaay (født 9. marts 1975 i Wijchen, Holland) er en tidligere hollandsk fodboldspiller, der spillede som angriber. Han var på klubplan tilknyttet Vitesse Arnhem, CD Tenerife, Deportivo La Coruña, FC Bayern München og Feyenoord.
Makaay markerede sig i samtlige sine klubber som en særdeles effektiv målscorer, og vandt blandt andet i 2003 European Golden Shoe, som Europas bedste angriber det pågældende år. Han vandt desuden mange titler med sine klubber. Med Deportivo La Coruña blev det til både et spansk mesterskab og en Copa del Rey-titel, i Bayern München vandt han to gange Bundesligaen og to gange DFB-Pokalen, og desuden var han efter hjemkomsten til Holland med til at sikre Feyenoord den hollandske pokal i 2008.

## Landshold
Makaay blev gennem karrieren noteret for 43 kampe for Hollands landshold, som han debuterede for den 5. oktober 1996 i et opgør mod Wales. Han var efterfølgende en del af den hollandske trup til både EM i 2000 i Holland og Belgien, samt EM i 2004 i Portugal.

## Titler
La Liga
- 2000 med Deportivo La Coruña

Copa del Rey
- 2002 med Deportivo La Coruña

Bundesligaen
- 2005 og 2006 med Bayern München

DFB-Pokal
- 2005 og 2006 med Bayern München

Hollands pokalturnering
- 2008 med Feyenoord

- Wikimedia Commons har flere filer relateret til Roy Makaay